# Eduardo Lopes
Eduardo Benedito Lopes (Santo André, 19 de setembro de 1964), é um radialista e político brasileiro, filiado ao Republicanos.

## Biografia
Nativo de Santo André, em São Paulo, Eduardo Lopes é evangélico pertencente à Igreja Universal do Reino de Deus (IURD). Neste meio, exerceu os cargos de apresentador de televisão, radialista, presidente do jornal Folha Universal e da editora gráfica Universal, que são parte do ministério eclesiástico. Bacharel em Teologia, Eduardo é casado com Rosana Lopes e tem dois filhos.

## Trajetória política
Eduardo Lopes concorreu ao cargo de deputado federal pelo Partido Socialista Brasileiro nas eleições estaduais no Rio de Janeiro em 2006, obtendo a primeira suplência. Exerceu o mandato entre 7 de fevereiro de 2007 a 6 de abril de 2010, e de 21 de outubro de 2010 a 31 de janeiro de 2011, em virtude do afastamento do titular Alexandre Cardoso.
Nas eleições de 2010, já filiado ao Partido Republicano Brasileiro, foi eleito 1º suplente na chapa do senador Marcelo Crivella. Em vista da nomeação de Crivella como ministro da Pesca e Aquicultura, assumiu o mandato de senador em 6 de março de 2012. Em 17 de março de 2014, assumiu como ministro da Pesca e Aquicultura no governo de Dilma Rousseff.
Considerado articulador político da Igreja Universal do Reino de Deus no Estado do Rio de Janeiro, Eduardo assumiu o mandato como senador quando o titular, Marcello Crivella, tornou-se ministro da pesca, em 2012 e 2014, e posteriormente, quando este foi eleito prefeito do Rio de Janeiro nas eleições de 2016.
Nas eleições de 2018, foi candidato a senador pelo estado do Rio de Janeiro pelo Partido Republicano Brasileiro (PRB). A candidatura do então senador foi homologada na convenção estadual do PRB, realizada em 4 de agosto de 2018 no ginásio do Olaria Atlético Clube. Para o Governo do Estado do Rio de Janeiro, o PRB apoiou a candidatura do ex-governador Anthony Garotinho, filiado na época ao Partido Republicano Progressista (PRP). No pleito, Eduardo obteve 507.850 votos (3,64% do total de votos válidos), não se elegendo ao cargo disputado. Em nota de alguns meios de comunicação, a candidatura de Eduardo sofreu consequências da onda bolsonarista, que captou parte do eleitorado da Igreja Universal, reestruturando as chances de Eduardo para o cargo no senado.
Em 21 de dezembro de 2018, foi anunciado pelo governador fluminense eleito Wilson Witzel (PSC) como titular da Secretaria de Estado de Agricultura, Pecuária, Pesca e Abastecimento (SEAPPA) a partir de 2019, sucedendo Alex Grillo. Permaneceu na secretaria até 4 de outubro de 2019, quando pediu sua exoneração do cargo por razões pessoais. Quem o sucedeu na pasta foi Marcelo Queiroz.
Teve um mandato de prisão expedido em 22 de dezembro de 2020 em um desdobramento da Operação Hades, que investiga um suposto 'QG da Propina' na Prefeitura do Rio. Não foi encontrado no endereço informado na cidade do Rio de Janeiro, segundo relato, se encontrava em Belém-PA.

### Posicionamentos
Em outubro de 2017 votou a favor da manutenção do mandato do senador Aécio Neves, derrubando a decisão da Primeira Turma do Supremo Tribunal Federal no processo em que Aécio é acusado de corrupção e obstrução da justiça por solicitar dois milhões de reais ao empresário Joesley Batista.
Já em novembro de 2018, faltando apenas um mês para a conclusão de seu mandato como senador, Eduardo Lopes votou a favor do aumento salarial de 16,38% dos juízes do Supremo Tribunal Federal e do titular da Procuradoria Geral da República. A medida elevou o salário dos magistrados de R$ 33,7 mil para R$ 39,2 mil.

## Desempenho em eleições
| Ano  | Eleição                                      | Coligação                                            | Partido | Candidato a      | Votos   | Resultado  |
| ---- | -------------------------------------------- | ---------------------------------------------------- | ------- | ---------------- | ------- | ---------- |
| 2006 | Eleições estaduais no Rio de Janeiro em 2006 | Um Rio Para Todos PT, PSB e PCdoB                    | PSB     | Deputado Federal | 59.543  | Não Eleito |
| 2018 | Eleições estaduais no Rio de Janeiro em 2018 | Para o povo voltar a ser feliz PRP, PRB, PTC e PATRI | PRB     | Senador          | 507.850 | Não Eleito |